# Zentralny Stadion
Das Zentralny Stadion (deutsch Zentrales Stadion) ist das Stadion in Batken, der Hauptstadt des gleichnamigen Oblus Batken im Südwesten Kirgisistans. Es hat eine Kapazität von bis zu 2000 Personen und dient dem Erstligisten Nur-Batken FK als Heimspielstätte. Es besitzt eine Leichtathletik- und eine Flutlichtanlage.
Das Stadion wurde bis zum 21. März 2022 für 15 Millionen Som renoviert. Kritisiert wurde, dass der Bau noch vor dem Ende der Ausschreibung abgeschlossen wurde. Die Ausschreibung sollte angeblich nur den Anschein von Wettbewerb erwecken, einige Unternehmen sollen absichtlich nicht teilgenommen haben. Dies verstößt gegen das Vergaberecht. Es wurde vermutet, dass am Bau gepfuscht wurde: wenige Wochen nach Besuch des kirgisischen Präsidenten Sadyr Dschaparow war die Asphaltbahn wieder mit Gras überwuchert.